# Cisse Aadan Abshir
Cisse Aadan Abshir (Somalisch: Ciise Aadan Abshiir, Arabisch: عيسى عدن ابشير, Mogadishu, 1 juni 1986) is een Somalisch voetballer. Hij verruilde in januari 2014 Asker Fotball voor Eidsvold TF. Hij debuteerde in 2003 in het Somalisch voetbalelftal, waarin hij uitgroeide tot aanvoerder.

## Carrière
Geboren in Mogadishu, speelde Abshir vanaf jonge leeftijd bij de Somalische club FC Elman. Na gespeeld te hebben in de Tanzaniaanse voetbalcompetitie bij Simba SC en in Malta bij Pietà Hotspurs, reisde hij in 2006 naar Noorwegen als een asielzoeker. Daar bleef hij professioneel voetbal spelen bij Lillestrøm SK B, het amateur/jeugdteam van Lillestrøm SK spelend in de lagere competities. Na het behalen van zijn werkvergunning in 2007, tekende Abshir een tweejarig contract met de club. In februari 2009 werd Abshir aan de toenmalige tweede divisie-club Eidsvold Turn verkocht.

## Erelijst
Clubs
- Elman FC:

Somalisch Landskampioen: 2001/2002, 2002/2003, 2003/2004
- Simba SC:

Tanzaniaans Landskampioen: 2004-2005
- Lillestrøm SK:

Beker van Noorwegen: 2007
Individueel
- Elman FC

Somalisch Topscorer: 2002/2003, 2003/2004